# Monténégro aux Jeux olympiques de la jeunesse d'hiver de 2012
Le Monténégro a participé aux Jeux olympiques de la jeunesse d'hiver de 2012 à Innsbruck en Autriche du 13 au 22 janvier 2012. L'équipe monténégrine était composée d'une athlète en ski alpin.

## Résultats

### Ski alpin
Le Monténégro a qualifié une femme en ski alpin.
Femmes
| Athlète          | Épreuve      | Finale        | Finale        | Finale        | Finale |
| Athlète          | Épreuve      | Manche 1      | Manche 2      | Total         | Rang   |
| ---------------- | ------------ | ------------- | ------------- | ------------- | ------ |
| Milena Radojičić | Slalom       | 49 s 46       | 45 s 00       | 1 min 34 s 46 | 19     |
| Milena Radojičić | Slalom géant | 1 min 12 s 80 | 1 min 10 s 99 | 2 min 23 s 79 | 41     |